# Aviat
Aviat Aircraft Inc. est une société américaine de construction d'avion, basé à Afton dans le Wyoming.

## Production
- Pitts special
- Eagle II
- Husky